# Castello di Herrnau
Il castello di Herrnau (in tedesco Schloss Herrnau) si trova vicino alla Hellbrunner Allee, a sud della città di Salisburgo. Il castello fu costruito nel 1631 e fu oggetto di un'importante ristrutturazione intorno al 1740. 

## Storia

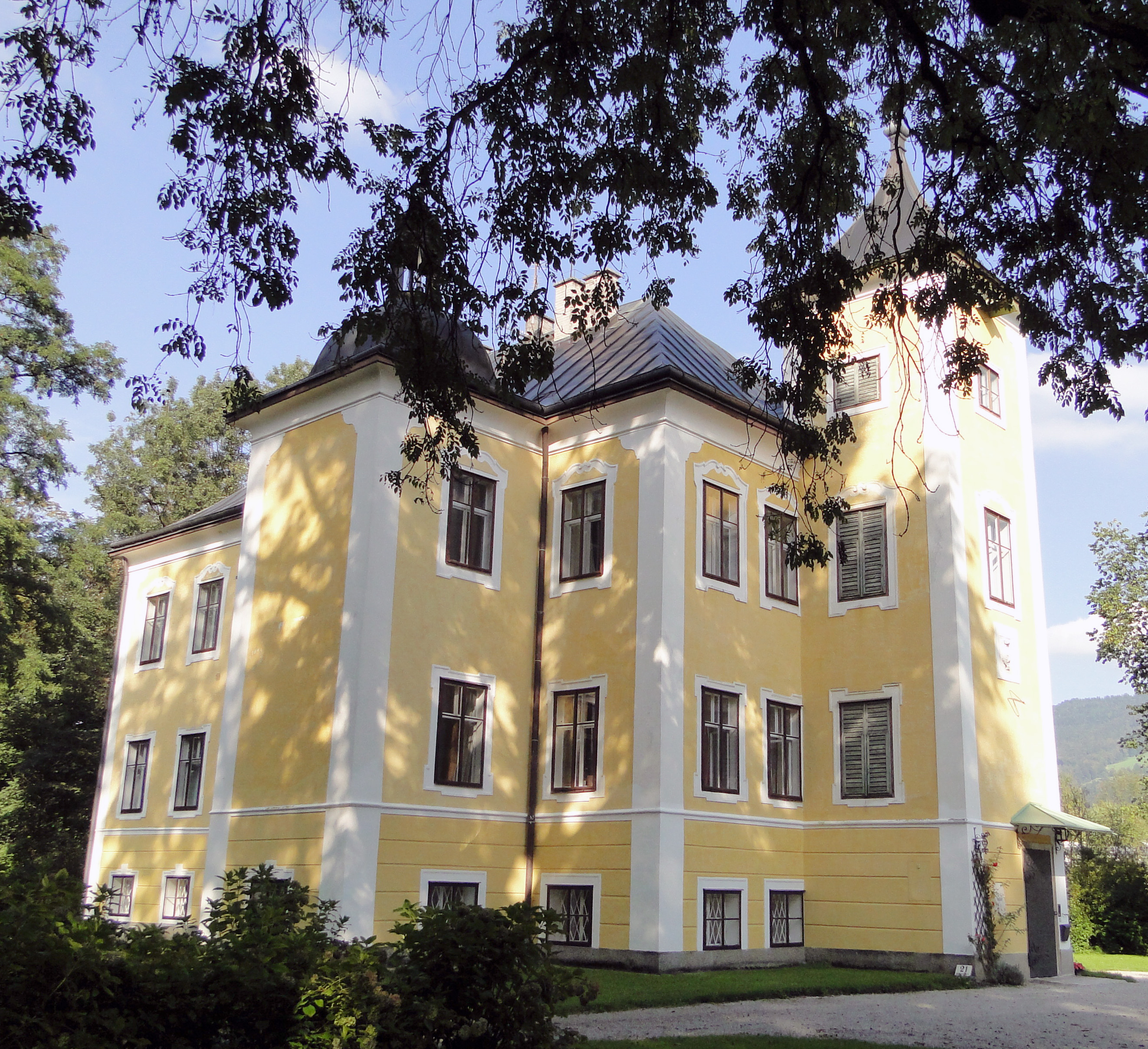
Castello di Herrnau

Herrnau è il nome che già nel 1574 era attribuito ad una parte della pianura alluvionale a sud della città di Salisburgo. Nel 1631 Philipp Vermeulen, cameriere del principe arcivescovo di Salisburgo Paride Lodron, ricevette alcuni terreni sul quale costruì un'abitazione. Nel 1650 i suoi possedimenti furono elevati ala rango di feudo cavalleresco. I figli di Vermeulen vendettero la tenuta nel 1672 al figlio del sindaco di Salisburgo Stephan Fux, sposato con la figlia di Vermeulen. Nel 1685 Johann Jakob Perger, un altro cameriere del principe vescovo, acquistò la tenuta e due anni lo stesso Perger venne elevato al rango nobiliare dall'imperatore del Sacro Romano Impero e re di Boemia Leopoldo I d'Asburgo con il titolo di von Pergrain. Malgrado il grande onore ricevuto continuò a produrre e vendere birra senza la necessaria autorizzazione, e fu costretto ad interrompere l'attività per disposizione del sovrano nel 1693. Il figlio Johann Franz Wolfgang Perger von Pergrain, per motivi economici, dovette vendere la tenuta nel 1741 al barone Hieronymus Cristani von Rall. Cristani von Rall era il cancelliere del principe arcivescovo di Salisburgo Leopoldo Antonio Eleuterio Firmian che si distinse nell'azione restauratrice con l'espulsione dei protestanti da Salisburgo nel 1732 e poiché si era in pieno momento illuminista venne ampiamente criticato in tutta Europa. Cristani von Rall nelle sue proprietà fece eseguire importanti lavori all'edificio che lo trasformarono nelle forme che ci sono pervenute. La contessa Katharina Quabeck, figlia del cancelliere, ereditò il castello di Herrnau nel 1804 e lo vendette un anno dopo all'elettore Ferdinando III di Toscana. La residenza passò poi a Johann Nepomuk Gall e nel 1846 al conte Karl Josef Kuenburg, dell'antica famiglia nobile austriaca Kuenburg con origini in Carinzia e rami in Bassa Austria, Stiria e Salisburghese. Nella seconda metà del XIX secolo risultò tra i beni del principe Max di Hohenlohe-Langenburg e all'inizio del XX secolo fu proprietà del conte Hermann zu Lippe-Weißenfeld. Dal 1919 il castello appartiene al conte Manfred Clary und Aldringen e in seguito alla sua famiglia. Nel 1949 un incendio ha causato molti danni alla struttura distruggendo la copertura del tetto e per poter procedere alle necessarie ricostruzioni è stata venduta parte dei terreni attorno al castello.

## Descrizione
Il castello di Herrnau si trova vicino alla Hellbrunner Allee, a sud della città di Salisburgo. Si tratta di una palazzina signorile circondata da un parco che si alza per tre piani oltre alla torretta che ha un piano in più. Le facciate esterne sono rifinite di colore giallo con bordi bianchi attorno ai bordi. Mostra il suo ingresso principale allineato con le porte orientali del castello di Hellbrunn. La torre del XVIII secolo conserva gli stemmi di Christani von Rall e dei conti di Kuenburg e un'iscrizione che si riferisce ai restauri del 1744 e del 1882. Gli stemmi sono affiancati da due leoni in piedi. La pianta del palazzo è rettangolare e la sua copertura è un alto tetto a padiglione.  Gli ambienti del piano terra hanno volta a botte mentre le stanze dei piani superiori hanno soffitti piani specchiati con semplici cornici in stucco. Nella torre sono conservate tre porte in ferro del XVII secolo.

### Monumento sotto tutela dei monumenti nello Stato di Salisburgo
Lo Stato federato dell'Austria del Salisburghese considera il castello di Herrnau un monumento tutelato inamovibile col numero di catalogo 35730.